# Thesium divaricatum
Thesium divaricatum är en sandelträdsväxtart som beskrevs av Jan och Mert. & Koch. Thesium divaricatum ingår i släktet spindelörter, och familjen sandelträdsväxter. Inga underarter finns listade i Catalogue of Life.